# Tore Austad
Tore Austad (* 8. April 1935 in Skedsmo, Akershus; † 21. Januar 2025) war ein norwegischer Politiker der konservativen Høyre, der zwölf Jahre Mitglied des Storting sowie zwischen 1981 und 1983 Kirchen- und Unterrichtsminister in der Regierung Willoch war.

## Leben

### Lehrer, Professor und Kommunalpolitiker
Austad, Sohn des Quartiermeisters Leiv Austad und der Hausfrau Ragnhild Kjølen, begann nach dem Schulbesuch 1953 ein Studium und trat 1955 in die Marine, in der nach dem Besuch der Seekriegsschule (Sjøkrigsskole) bis 1958 als Leutnant zur See diente. Anschließend setzte er sein Studium fort, war Berater für Lehrbücher beim Rat für die Sekundarstufe sowie Dozent bei Pädagogischen Seminar. Während seiner Tätigkeit von 1961 bis 1964 als Lektor am Handelsgymnasium in Drammen erwarb er 1962 den akademischen Grad eines Candidatus philologiæ (Cand. philol.).
Anschließend übernahm Austad 1964 eine Professur für die norwegische Sprache an der University of Chicago, ehe er nach seiner Rückkehr nach Norwegen von 1966 bis 1977 Lektor an der 1686 gegründeten Domschule von Kristiansand war. Zugleich war er zwischen 1967 und 1975 auch Dozent an der Bezirkshochschule von Agder sowie seit 1972 Prüfer für Norwegisch an der Universität Oslo.
Austad, der zwischen 1970 und 1972 Vorsitzender der Høyre in Oddernes war, begann seine politische Laufbahn in der Kommunalpolitik von 1971 bis 1975 als Mitglied des Stadtrates und danach bis 1979 als Mitglied des Gemeindevorstandes von Kristiansand. Daneben fungierte er zwischen 1971 und 1977 als Vorsitzender des Schulrates von Kristiansand.

### Mitglied des Storting sowie Kirchen- und Unterrichtsminister
Bei der Parlamentswahl vom 12. September 1977 wurde Austad als Kandidat der Høyre erstmals zum Mitglied des Storting gewählt und vertrat dort bis zur Parlamentswahl 1989 die Interessen des Fylke Vest-Agder. Nachdem er von Oktober 1977 bis Oktober 1980 Mitglied des Stortingausschusses für Kirche und Unterricht war, fungierte er zwischen Oktober 1980 und September 1981 als Vorsitzender dieses Ausschusses.
Am 14. Oktober 1981 wurde Austad von Statsminister (Ministerpräsident) Kåre Willoch zum Kirchen- und Unterrichtsminister (Statsråd, Kirke- og undervisningsdepartementet) in dessen Regierung berufen und bekleidete dieses Ministeramt bis zu seiner Ablösung am 8. Juni 1983 durch Kjell Magne Bondevik von der Kristelig Folkeparti (KrF). Während dieser Zeit wirkte Bjørn Stordrange als sein Vertreter im Storting.
Anschließend war Austad, der zwischen Juni 1983 und September 1989 Mitglied des Vorstandes der Fraktion der Høyre im Storting war, von Juni bis Oktober 1983 Mitglied des Stortingausschusses für Transport und Kommunikation, danach des Justizausschusses sowie zuletzt zwischen Oktober 1985 und September 1989 Mitglied der Stortingausschüsse für Verteidigung sowie für Wahlen. Des Weiteren war er von Januar 1984 bis September 1985 Delegierter in der Generalversammlung der Vereinten Nationen sowie zwischen Oktober 1985 und September 1989 Mitglied der Storting-Gruppe in der Interparlamentarischen Union (IPU).

### Kulturpolitisches Engagement und Rückkehr in die Kommunalpolitik
Nachdem Austad aus der Regierung ausgeschieden war, war er zwischen 1984 und 1992 Vorsitzender des Beirates des Nordischen Institutes für Åland. Des Weiteren ist er seit 1986 Vorsitzender des Kulturausschusses der Europäischen Bewegung International in Norwegen und war von 1986 bis 1989 Vorsitzender des Gemeinsamen Rates für Wissenschaft und Parlament.
Nach seinem Ausscheiden aus dem Parlament wurde er 1989 erneut Lektor an der Domschule von Kristiansand. Zugleich fungierte er von 1994 bis 1998 als Vorsitzender des Aufsichtsrates von Høyres Studieforbund, des Bildungswerkes seiner Partei, sowie zwischen 1995 und 1999 als Vorsitzender des Kulturbeirates von Kristiansand.
Zugleich engagierte er sich weiter in der Kommunalpolitik und war zwischen 1995 und 1999 erneut Mitglied des Stadtrates sowie von 1999 bis 2007 abermals Mitglied des Gemeindevorstandes von Kristiansand. Während dieser Zeit war er von 1999 bis 2007 auch Vorsitzender der Høyre-Fraktion im Stadtrat von Kristiansand.

## Schriften
- En skole for alle, Oslo 1981
- Mål og virkemidler i skolen, 1983
- Flasken og masken: litterære tekster om rus for videregående skole, Oslo 1993